# Mustajärvi (sjö i Finland, Egentliga Finland, lat 60,68, long 21,40)
Mustajärvi är en sjö i Finland. Den ligger i Nystads stad i landskapet Egentliga Finland, i den sydvästra delen av landet, 200 km väster om huvudstaden Helsingfors. Mustajärvi ligger 22 meter över havet. Arean är 2,8 hektar och strandlinjen är 0,79 kilometer lång. Sjön  ingår i Skärgårdshavets kustområde, Åland.   I omgivningarna runt Mustajärvi växer i huvudsak barrskog.